# 凛城きら
凛城 きら（りんじょう きら、1月8日 - ）は、宝塚歌劇団専科に所属する男役。
東京都八王子市、明星学苑中学校出身。身長170cm。愛称は「れーか」、「りんきら」。

## 来歴
2004年、宝塚音楽学校入学。
2006年、音楽学校卒業後、宝塚歌劇団に92期生として入団。入団時の成績は16番。宙組公演「NEVER SAY GOODBYE」で初舞台。その後、雪組に配属。
2012年1月21日付で宙組へと組替え。
2021年9月27日付で専科へ異動となる。
男女両役をこなす演技巧者として、専科異動後は各組に特別出演を続けている。

## 主な舞台

### 初舞台
- 2006年3 - 5月、宙組『NEVER SAY GOODBYE』（宝塚大劇場のみ）

### 雪組時代
- 2006年9 - 12月、『堕天使の涙』『タランテラ!』
- 2007年2 - 3月、『ノン ノン シュガー!!』（バウホール） - デイブ／エルビス
- 2007年5 - 8月、『エリザベート』 - 新人公演：黒天使
- 2007年10月、『シルバー・ローズ・クロニクル』（ドラマシティ・日本青年館） - ラリー
- 2008年1 - 3月、『君を愛してる-Je t'aime-』 - 新人公演：アルセスト（本役：凰稀かなめ）『ミロワール』
- 2008年5 - 6月、『凍てついた明日』（バウホール） - ジェレミー・メスヴィン[注釈 1]
- 2008年8 - 11月、『ソロモンの指輪』『マリポーサの花』 - 新人公演：エスコバル（本役：彩吹真央）
- 2008年12 - 2009年1月、『カラマーゾフの兄弟』（ドラマシティ・赤坂ACTシアター） - ユーリー
- 2009年3 - 5月、『風の錦絵』『ZORRO 仮面のメサイア』 - リトル・クロウ、新人公演：メンドーサ大佐（本役：彩吹真央）
- 2009年7 - 10月、『ロシアン・ブルー』 - ゲンナディ・ヴァルコンスキー、新人公演：ミハイル・ゲロヴァニ（本役：汝鳥伶）『RIO DE BRAVO!!』
- 2009年11 - 12月、『雪景色』（バウホール・日本青年館） - 喜六／巳之助[注釈 2]／平有盛
- 2010年2 - 4月、『ソルフェリーノの夜明け』 - ルチアーノ、新人公演：マンフレッド・ファンティ（本役：未来優希）『Carnevale（カルネヴァーレ）睡夢（すいむ）』
- 2010年6 - 9月、『ロジェ』 - 新人公演：シュミット（本役：緒月遠麻）『ロック・オン!』
- 2010年10 - 11月、『はじめて愛した』（ドラマシティ・日本青年館） - アンリ
- 2011年1 - 3月、『ロミオとジュリエット』 - 新人公演：ティボルト（本役：緒月遠麻）
- 2011年4 - 5月、『黒い瞳』 - トリオ（愛）『ロック・オン!』（全国ツアー）
- 2011年7月、『ハウ・トゥー・サクシード』（梅田芸術劇場） - コーヒーボーイ
- 2011年9 - 11月、『仮面の男』 - 侍従、新人公演：ロシュフォール（本役：大湖せしる）『ROYAL STRAIGHT FLUSH!!』
- 2011年12 - 2012年1月、『Samourai』（ドラマシティ・日本青年館） - マティアス

### 宙組時代
- 2012年4 - 7月、『華やかなりし日々』 - ロイ・ストーン／ハリソン・デイン、新人公演：アーサー・シェルドン（本役：凰稀かなめ）『クライマックス』
- 2012年8 - 11月、『銀河英雄伝説@TAKARAZUKA』 - ルッツ、新人公演：ヤン・ウェンリー（本役：緒月遠麻）
- 2013年1月、『銀河英雄伝説@TAKARAZUKA』（博多座） - アンスバッハ／ジャン・ロベール・ラップ
- 2013年3 - 6月、『モンテ・クリスト伯』 - ムハンマド『Amour de 99!!-99年の愛-』
- 2013年7 - 8月、『the WILD Meets the WILD』（バウホール） - デイヴィッド・ノースブルック
- 2013年9 - 12月、『風と共に去りぬ』 - ウィリー
- 2014年2 - 3月、『翼ある人びと-ブラームスとクララ・シューマン-』（ドラマシティ・日本青年館） - ベートーヴェン?
- 2014年5 - 7月、『ベルサイユのばら-オスカル編-』 - ダグー大佐
- 2014年9月、『SANCTUARY（サンクチュアリ）』（バウホール） - ギーズ公
- 2014年11 - 2015年2月、『白夜の誓い -グスタフIII世、誇り高き王の戦い-』 - ベールヴァルド『PHOENIX 宝塚!!-蘇る愛-』[注釈 3]
- 2015年4月、『New Wave!-宙-』（バウホール）
- 2015年6 - 8月、『王家に捧ぐ歌』 - 神官ヘレウ
- 2015年10 - 11月、『メランコリック・ジゴロ』 - 浮浪者『シトラスの風III』（全国ツアー）
- 2016年1 - 3月、『Shakespeare〜空に満つるは、尽きせぬ言の葉〜』 - パーリー卿ウィリアム・セシル『HOT EYES!!』
- 2016年5月、『王家に捧ぐ歌』（博多座） - 神官ヘレウ
- 2016年7 - 10月、『エリザベート-愛と死の輪舞（ロンド）-』 - ツェップス
- 2016年11 - 12月、『バレンシアの熱い花』 - バルカ『HOT EYES!!』（全国ツアー）
- 2017年2 - 4月、『王妃の館-Château de la Reine-』 - 丹野二八『VIVA! FESTA!』
- 2017年6月、『パーシャルタイムトラベル 時空の果てに』（バウホール） - クレマン／バーソロミュー
- 2017年8 - 11月、『神々の土地』 - 皇后アレクサンドラ『クラシカル ビジュー』
- 2018年1月、『不滅の棘（とげ）』（ドラマシティ・日本青年館） - コレナティ
- 2018年3 - 6月、『天（そら）は赤い河のほとり』 - キックリ『シトラスの風-Sunrise-』
- 2018年7 - 8月、『WEST SIDE STORY』（梅田芸術劇場） - クラプキ巡査
- 2018年10 - 12月、『白鷺（しらさぎ）の城（しろ）』 - 鳥羽上皇『異人たちのルネサンス』 - フランチェスコ・パッツィ
- 2019年2 - 3月、『群盗-Die Räuber-』（ドラマシティ・日本青年館） - モール伯爵
- 2019年4 - 7月、『オーシャンズ11』 - ニック・スタイン／ルーベン・ティシュコフ
- 2019年8 - 9月、『追憶のバルセロナ』 - ジャン・クリストフ『NICE GUY!!』（全国ツアー）
- 2019年11 - 2020年2月、『El Japón（エル ハポン）-イスパニアのサムライ-』 - レルマ公爵『アクアヴィーテ（aquavitae）!!』
- 2020年8月、『壮麗帝』（ドラマシティ） - ハフサ
- 2020年11 - 2021年2月、『アナスタシア』 - イポリトフ伯爵
- 2021年4月、『夢千鳥』（バウホール） - 藤岡正／久本信夫
- 2021年6 - 9月、『シャーロック・ホームズ-The Game Is Afoot!-』 - マイクロフト・ホームズ『Délicieux（デリシュー）!-甘美なる巴里-』

### 専科時代
- 2021年11 - 12月、宙組『バロンの末裔』 - トーマス『アクアヴィーテ（aquavitae）!!』（全国ツアー）
- 2022年5月、月組『ブエノスアイレスの風』（日本青年館・ドラマシティ） - ロレンソ[6]
- 2022年11 - 12月、月組『ブラック・ジャック 危険な賭け』 - スノードン卿『FULL SWING!』（全国ツアー）
- 2023年4 - 5月、花組『二人だけの戦場』（梅田芸術劇場・東京建物 Brillia HALL） - ハウザー大佐
- 2023年8 - 9月、雪組『愛するには短すぎる』 - ブランドン・オサリバン／ジェラルド・ウォーバスク『ジュエル・ド・パリ!!』（全国ツアー）[7]
- 2024年3 - 7月、月組『Eternal Voice 消え残る想い』 - ジェームズ[注釈 4]
- 2024年8 - 9月、月組『琥珀色の雨にぬれて』 - ジョルジュ・ドゥ・ボーモン伯爵『Grande TAKARAZUKA 110!』（全国ツアー）[8]
- 2025年3月、花組『マジシャンの憂鬱』 - アデルハイド『Jubilee』（博多座）
- 2025年9 - 10月、星組『ダンサ セレナータ／Tiara Azul －Destino－ II』（全国ツアー）

## 出演イベント
- 2007年1月、『清く正しく美しく』
- 2009年6月、『百年への道』
- 2018年2月、『宙組誕生20周年記念イベント』
- 2024年11 - 12月、美穂 圭子 35th Anniversary Dinner＆Concert『Dear My Home -あなたに贈る物語-』